# Prefectura autónoma tibetana de Dêqên
Dêqên (en tibetano,  བདེ་ཆེན ; pinyin tibetano, Dêqên) también conocida por su forma china de Diqing 
(en chino, 迪庆; pinyin, Díqìng, léase Di-Ching) es una prefectura autónoma de la República Popular China perteneciente a la provincia de Yunnan, situada aproximadamente a 500 kilómetros de la capital provincial. Limita al norte y este con Sichuan; al sur, con Lijiang; y, al oeste, con Birmania. Su área es de 23 186 km² y su población es de 387 mil , siendo su capital la Ciudad de Shangri-La 

## Toponimia
Dêqên significa "lugar auspicioso" en tibetano. Su transcripción fonética al chino es Diqing que coincide con Di (迪 iluminar) y Qing (庆 celebrar).
Como las otras regiones autónomas, se caracteriza por estar asociada a un grupo étnico minoritario, en este caso, los tibetanos.

## Administración
La prefectura autónoma de Diqing administra 1 ciudad, 1 condado y 1 condado autónomo:
- Ciudad de Shangri-La (香格里拉县).
- condado Deqin (德钦县).
- condado autónomo lisu de Weixi (维西傈僳族自治县).

## Transporte
El aeropuerto de Diqing es uno de los mayores aeropuertos en el noroeste de la provincia de Yunnan. Hay vuelos a Lhasa, Chengdu y Pekín (a través de Kunming)
Las carreteras son los principales medios de transporte para llegar a la ciudad de Diqing. Diqing conecta Yunnan, Sichuan y el Tíbet, con una red de líneas de carretera, siendo esta una de las más importantes de Yunnan.
También hay rutas de autobús directo a Kunming, Lijiang, Panzhihua (Sichuan) y el vecino condado de Deqin.